# Bot-Makak
Pour les articles homonymes, voir Makak (homonymie).
Bot-Makak est une commune du Cameroun située dans la région du Centre et le département du Nyong-et-Kéllé.

## Géographie
| Nyanon      | Nyanon    | Nguibassal |
| Dibang      | Bot-Makak | Okola      |
| Ngog-Mapubi | Matomb    | Lobo       |

## Population
Lors du recensement de 2005, la commune comptait 17 089 habitants, dont 4 257 pour la ville de Bot-Makak.

## Organisation
Outre Bot-Makak et ses quartiers, la commune comprend les villages suivants :
- Bissombé
- Bobog
- Ekaa
- Ekoangombé
- Ekoum
- Hegba
- Henguegue
- Kombé
- Lelep I
- Lelep II
- Libong
- Mabobol
- Making
- Mandjack
- Mandjock
- Mandoï
- Manguenda I
- Manguenda II
- Manoyoi
- Mbanda
- Mbangue
- Mbebe-Kikot
- Minse
- Mintaba
- Missongue
- Ndjock-Bané
- Ngog-Mba
- Ngog-Tos
- Nkog-Loum
- Nkong Ngada
- Nkoumse
- Ntouleng
- Pan Kombe
- Pan-Makak
- Pan-Somakondo
- Si-Likeng
- Si-Manyaï
- Tombi